# Florentino de Elizaicin y España
Florentino de Elizaicin y España Bertrán de Lys Samper (Alacant 1859 - Sant Vicent del Raspeig, 1936) fou un empresari i polític valencià, fill de Manuel Elizaicin y Bertrán de Lys, net de Tomás España Sotelo i germà del militar Miguel de Elizaicin y España.
La seva família era d'origen basc i posseïa vinyes i la fàbrica de guix El Cisne. Inicialment col·laborà als diaris El Lunes (1883) i La Patria (1888-1891), fins que el 1898 va comprar El Correo, que en farà òrgan del Partit Conservador i que dirigirà fins a la seva mort el 1936. Entre altres càrrecs, fou president de l'Associació de Premsa d'Alacant, president del Casino d'Alacant (1893) i membre del Patronat de la Caixa d'Estalvis d'Alacant el 1923.
Fou un dels caps locals del Partit Conservador a Alacant, tot i que tenia mala relació amb els seus caps (Salvador Canals y Vilaró, el marquès del Bosch). Fou regidor i tinent d'alcalde d'Alacant el 1885 i el 1914-1922, així com diputat a la Diputació Provincial d'Alacant per Monòver-Elda el 1892-1896. Inicialment fou atret pel feixisme i recolzà la dictadura de Primo de Rivera, però el 1924 protestà contra la censura de premsa. Fou nomenat alcalde d'Alacant entre febrer i abril de 1930. El març de 1931 dirigí una manifestació demanant l'amnistia per als implicats en la Sublevació de Jaca, i el 1932 es va integrar en el Partit Republicà Progressista dirigit per Niceto Alcalá-Zamora.

## Obres
- Honor contra deshonor (1930)